# Балтийские диалекты цыганского языка
Балтийские диалекты — группа диалектов цыганского языка, на которых говорят в Балтии и сопредельных районах Польши и России. Половина говорящих на этих диалектах живут в Польше.

## Диалекты
Выделяются следующие диалекты ('кл' расшифровывается как основной контактный язык):
- Čuxny Романи в Эстонии (кл: эстонский, русский)
- Финский цыганский (Fíntika Rómma; фин. Kalo) (кл: финская)
- Латвийский цыганский (Lotfika) в Латвии и России
- Литовский цыганский в Литве и балтийских России
- Севернорусский цыганский (Xaladitka, халадытка) в Балтии, России, используется русскими цыганами
- Белорусско-литовский цыганский[1] (Беларусконэ́-Літоўсконэ́нгиро ракирибэн)[2] в Белоруссии, используется белорусскими[1] и литовскими[2] цыганами.
- Польска Рома в Польше (кл: польский)